# Iris Yassmin Barrios Aguilar

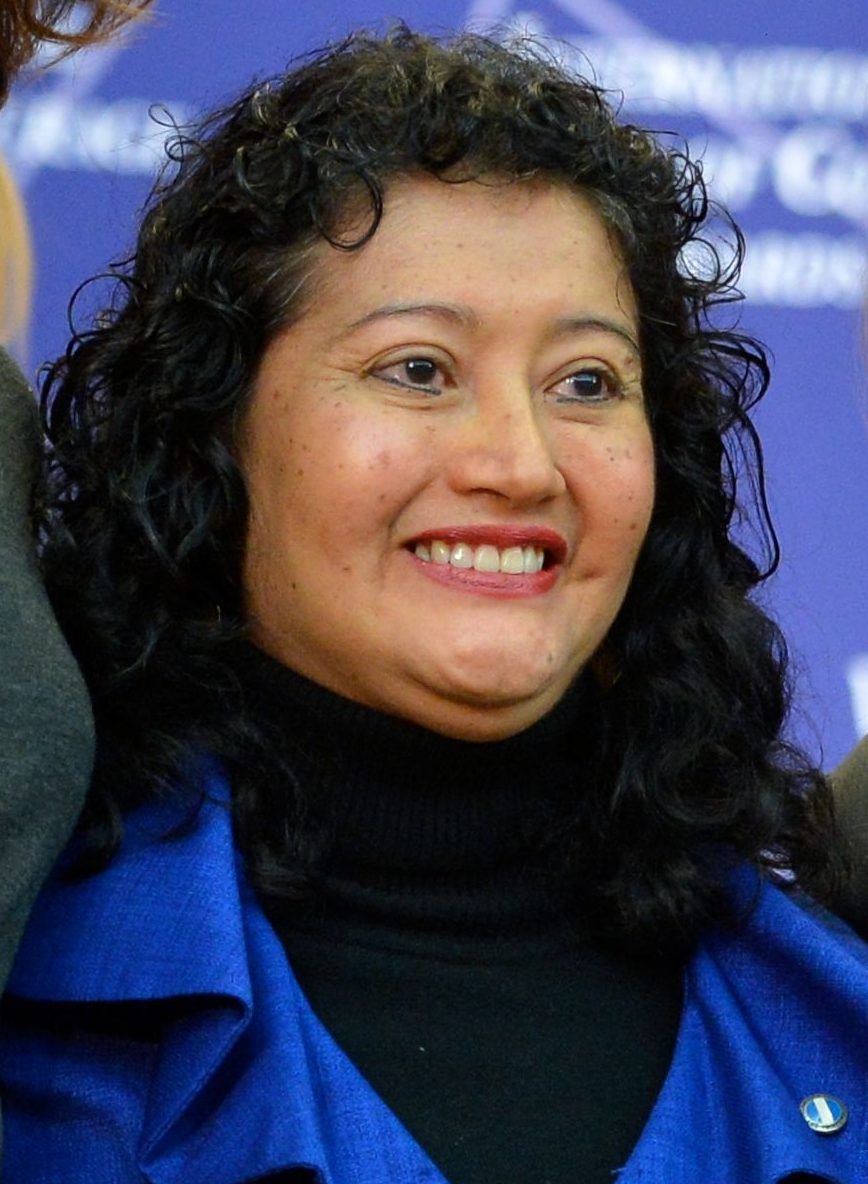
Iris Yassmin Barrios Aguilar (2014)

Iris Yassmin Barrios Aguilar (* 1962 in Guatemala) ist eine guatemaltekische Richterin. Sie war vorsitzende Richterin im Völkermordprozess gegen den ehemaligen Präsidenten Efraín Ríos Montt und wurde 2014 mit dem „International Women of Courage Award“ (IWOC) des Außenministeriums der Vereinigten Staaten ausgezeichnet.

## Leben und Engagement
Iris Yassmin Barrios Aguilar ist promovierte Juristin. Als Präsidentin des Ersten Strafgerichtshofs (Tribunal Primero de Sentencia Penal, Narcoactividad y Delitos Contra el Ambiente) in Guatemala-Stadt hat sie die schwierigsten und politisch sensibelsten Fälle aufgegriffen. Es waren Verfahren mit hochkarätiger Korruption, organisierter Kriminalität und Drogenhandel.
Im Januar 2012 eröffnete Barrios das Verfahren den ehemaligen guatemaltekischen Brigadegeneral und Diktator Efraín Ríos Montt wegen Völkermords und Verbrechen gegen die Menschlichkeit. Dabei ging es um mehrere Massaker mit etwa 1770 ermordeten Personen und 1500 vergewaltigten Frauen der Maya. Die Verbrechen sollen sich 1982 und 1983 im Zuge von Armeeoperationen während des Bürgerkriegs (1960–1996) ereignet haben. Oberstaatsanwältin Claudia Paz y Paz legte einen Schwerpunkt auf die Vorgänge beim Massaker von Dos Erres. Ríos Montt wurde am 10. Mai 2013 zu 50 Jahren Haft wegen Völkermords und zu 30 Jahren wegen Verbrechen gegen die Menschlichkeit verurteilt. Der Prozess gilt als das erste Mal, dass ein ehemaliges Staatsoberhaupt in seinem Heimatland von der nationalen Justiz wegen Völkermordes angeklagt wurde.
Das Verfassungsgericht des Landes hob das ergangene Urteil am 20. Mai 2013 wegen juristischer Verfahrensfehler wieder auf und ordnete eine Wiederholung des Prozesses mit dem Stand vom 19. April an. Ríos Montt starb am 1. April 2018 vor Abschluss des zweiten Prozesses im Hausarrest.

## Auszeichnungen
Im Jahr 2014 erhielt Iris Yassmin Barrios Aguilar als zweite guatemaltekische Frau den „International Women of Courage Award“. Gewürdigt wurde, dass sie durch die Einleitung des Gerichtsverfahrens Tausenden von Opfern der Ixil-Maya eine Stimme gegeben hatte und in dem weltweit wichtigen Präzedenzfall für Völkermordfälle die Bedeutung einer unabhängigen Justiz demonstriert habe. Unter den zehn ausgezeichneten Frauen des Jahres waren auch die Bischöfin Rusudan Gotsiridze aus Georgien und Laxmi aus Indien, die dort eine Leitfigur im Kampf gegen Säureattentate ist. Der Preis wurde im März 2014 von Michelle Obama und der stellvertretenden Außenministerin Heather Higginbottom verliehen.
Im folgenden Jahr erhielt Barrios weitere Auszeichnungen, zum einen die Goler-T.-Butcher-Medaille ist eine von der Amerikanischen Gesellschaft für internationales Recht (ASIL). Zum anderen wurde sie zusammen mit der Staatsanwältin Claudia Paz y Paz mit dem Preis für Zivilcourage der John Train Foundation ausgezeichnet.